# Ectropis intrataria
Ectropis intrataria là một loài bướm đêm trong họ Geometridae.